# 緒方良信

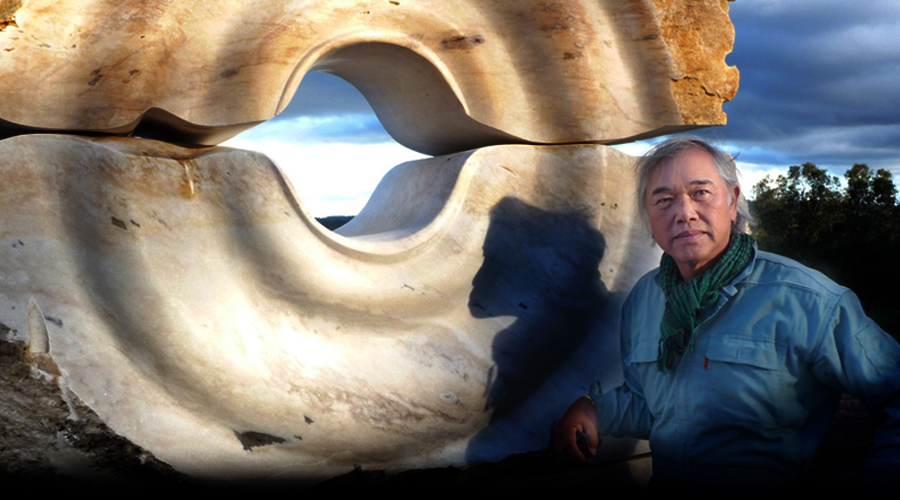
緒方良信 2012「水の歌」(オーストラリア)

緒方 良信（おがた よしん、Yoshin Ogata、1948年11月18日 - ）は、宮崎県都城市出身の彫刻家、現代美術家である。
1971年からイタリアに在住。詩人の湾と呼ばれるレーリチで制作を続けている。
一滴の滴は流れとなり、成長して洋々たる海の如き形態となり、蒸発し蒸気は水滴となり水に戻る、水の循環を生命の循環にたとえ、輪廻をテーマに主に大理石、ブロンズ、木などを使って彫刻制作をしている。

## 経歴
- 1948年11月18日、神話にまつわる高千穂峰を望む宮崎県都城市に生まれる。国生み神話(国産み)を幼い頃から聞き親しみ、日本創成期にまつわる天の瓊矛(天沼矛)から滴る「滴」に深い興味を示し、すでに小学生の時に抽象的な水の流れの絵を描いている
- 1965年〜1967年　宮崎県立都城西高等学校 美術クラブに入部し3年間水流添 耕氏(つるぞえ　こう)の指導を受ける
- 美術教諭 水流添 耕氏(宮日美展無鑑査)にロダンの彫刻写真集を見せられたのがきっかけで、絵画から彫刻へ転向する
- 1969年 東京・新制作協会に彫刻を出品 「トルソ」初入選
- 1971年 イタリア国立ブレラ美術アカデミー彫刻科 フランチェスコ・メッシーナ教室に学ぶ。その後、フィレンツェ国立美術大学彫刻科 オスカー・ガッロ教室を経て、ローマ国立美術大学彫刻家エミリオ・グレコ教室に移籍
- 1973年 フィレンツェ、ストロッツィ宮殿の外国人美術家のための空間で初めての彫刻展を開く（イタリア）
- 1973年「神話 月と滴」カラーラ産スタトゥアーリオ大理石、「月と滴」部分はポルトガル産ローザ大理石で制作　(イタリア)
- 1974年 ホンブルクザールラント（ドイツ)の国際彫刻シンポジウムで、St.Fronleichnam教会前庭に初めてのモニュメント彫刻「神話 滴」設置
- 1975年 イタリア カラーラ国立美術大学彫刻科アルチィデ・ティコに師事後、卒業

1953年製作のアメリカ映画ローマの休日の撮影にVia Marguttaのアルチィデ・ティコのアトリエが舞台となり、グレゴリー・ペックと共にティコ自身も映画に出演している。1951年アトリエにて撮影された当時の撮影現場の写真とティコが制作したグレゴリー・ペックの胸像の写真は「A.Tico L’OPERA」Stampalith Trent出版のP.28とP.29に掲載されている
- 1975年 国際彫刻シンポジウム「神話」制作(ホンブルク ザールラント ドイツ)彼の芸術作品は神話とその哲学から湧き出たものである(ラインプラツにて1975年8月29日写真付きで紹介される)
- 1976年 ボローニャ国際アートフェアー彫刻「神話 流れの中の人」出展(イタリア)
- 1977年 第10回ローマ クワドリエンナーレ「在伊外国美術家展」に彫刻出展（イタリア）
- 1977年 ギャラリー モニカ・ベック にて個展(ホンブルグ ザールラント ドイツ) 美術評論家ユーゲン K. エッカー  彼の彫刻自体は、まさにその場に属しているかの様に、風景の中に溶け込んで一枚岩のごとく立っている。彼のすべての彫刻には、神話起源的な要素が含まれている、、、、、緒方は原点と現在を、彼の仕事の中で、つなぎ合わせている

(個展図録1976年の掲載文抜粋 原文ドイツ語)
- 1977年 エル・コルテ・イングレスデパート　美術画廊にて彫刻展(スペイン)
- 1978年 第14回パガーニ現代美術館　野外国際彫刻展「神話」制作設置
- 1978年 ザールラント大学附属病院に1975年制作の「神話」設置(ザールラント　ドイツ)
- 1979年 ローマ 日本文化会館主催「14人の日本人美術家展」に彫刻出展（イタリア）
- 1979年 大阪国立国際美術館主催「近代イタリア美術と日本」に彫刻「輪廻」出展
- 1980年 第4回「アレーゼ国際彫刻ビエンナーレ」に彫刻「絆」「聖なる形」出展 (ミラノ）
- 1980年 大阪、心斎橋大丸百貨店美術画廊で日本初の個展
- 1980年 都城市役所にモニュメント彫刻「対話」を制作設置
- 1980年から彫刻と一体化していた滴は彫刻本体から切り離されて、落下する滴として一つの空間を作り上げる作品制作を始める
- 1982年 ギャラリー イル サロットにおいて個展 (コモ イタリア)

Giorgio Di Genovaの評論文(イタリア　美術評論家) 「Ogata 石で滴を刻む」人間や自然により構成された実存する現実の記憶を大理石や一般石の中にその形が閉じ込められているかのように、遭遇の観念、しかも人間実存そのものを「自然の生命循環」に例えた「途切れる事のない循環運動」を暗示的に表現している(個展図録より抜粋　原文イタリア語)
- 1983年 メケレン サーモン美術館において日本大使館後援による個展開催 (ベルギー)
- 1984年 第5回八王子彫刻シンポジウム「水紋　84」制作 (東京)

生々流転。一滴に始まる一筋の流れ、千変万化の水。水の織りなす紋様は、生あるものの一生に何か共通したものがあるのでは、、、。(八王子彫刻シンポジウム実行委員会事務局発行図録より抜粋)
- 1985年 スタジオ・ボニファッチオにてジェノバ市と日本財団共催の「日本・未来・アヴァンギャルド展」内で個展（イタリア）
- 1986年 彫刻群からなる建造物「太陽の広場」のためにモニュメント「水の軌跡」高さ4.5mを制作設置　(トゥオーロ・スル・トラジメーノ イタリア）
- 1987〜1988 「水とサイエンス　水神」宮崎科学技術館　設置

空からの水滴に始まり、大地に流れ、大海に漂い、蒸発して再び空へ戻る水の動きを人間の一生とからめて具象化した(1988年1月30日宮崎日日新聞より抜粋)
- 1988年　評論文「Ogata, dal Mito alla Natura」di Giorgio Segato 1988年12月　美術評論家　イタリア・パドヴァ大学教授　水の流れはまさに生命循環を変換した動きの「印」となる。大地と空を結び付かせる生命循環説、水は蒸発し蒸気は水滴となり水に戻る。生命循環の永遠性をほのめかす方法で、本体から切り離された水滴を持って彫刻を完結させている。知覚や暗示の全てを「歌う」形態の中に表現している。(「オガタ- 神話から自然へ」から抜粋 原文イタリア語)
- 1989年 エル プラット デ ロブレガット国際彫刻シンポジウム カタルーニャ広場にモニュメント彫刻「天からの賜物 I 水」制作設置(バルセロナ スペイン)
- 1989 CASA VOGUE ESPANA NOVIEMBRE カーサ ヴォーグ スペイン版 9月にベルギー産黒大理石彫刻2点、ブロンズ彫刻1点掲載 p.88-p.90(スペイン)
- 1990年 モンドラゴン バスク山岳連盟のためのモニュメント彫刻「生の起源」ベサイデ山に制作設置（スペイン）
- 1990年 第2回ペリクレ・ファッツィーニ賞受賞 回顧展がクルサール宮殿にて開かれる（グロッタンマーレ イタリア）
- 1990年 「緒方良信 彫刻の歩み 1974ー1990」BORA出版(ボローニャ)評論文Enzo Santese、井関正昭、Giorgio Segato、Giorgio Di Genova(原文イタリア語、英語、日本語)この本によって日本で緒方良信の仕事が広く知られるようになる
- 1991-1992年 モニュメント彫刻「水の道」（カラーラ産白大理石 高さ8.5m）をウンベルト・セベーリ財団のために制作設置（モデナ)
- 1993年 モナコ公国主催 第17回Prix現代国際アート展「蓮華」出展(モンテカルロ　　モナコ)
- 1995年 京都・正観堂画廊にて個展
- 1995年〜1996年 モニュメント彫刻「太陽誕生」（高さ10ｍ・カラーラ産白大理石）をクレモニーニ・コレクションのため制作設置 （モデナ　イタリア）
- 1995年 フォロロマーノPolisgramma野外美術展「輪廻」cm700×150木彫刻出展(ローマ　イタリア)
- 1996年 美祢国際大理石彫刻シンポジウム「水紋」制作設置（日本）
- 1997年 第6回マーロット・タルシーハ国際彫刻シンポジウム「水紋」制作　(イスラエル) イスラエル前首相、前大統領シモン・ペレスの訪問を受ける

＊1997年　水博物館にて2人展　ポルトガルのイタリア大使館後援、イタリア文化会館後援(リスボン ポルトガル)
- 1998年 「 ジョルジョ・モランディに捧ぐ」グループ展　出展(ボローニャ　イタリア)
- 1999年 マッサ・マラスピーナ城にて個展。「石感性」マッサ市とマッサ・カラーラ県による共催

日本大使館後援　日本文化会館後援(イタリア)
- 2000年 関ヶ原合戦400年祭　関ヶ原石彫刻シンポジウム 「無限時空」制作

史跡 石田三成 陣地跡に設置　角は力強さの象徴であり、割開かれた隙間は未来に向かって開かれた空間であり、そこから新しい何かが生まれ出る予感を表す滴を持つ兜　(作品銘板より)
- 1999〜2000年 都城・高木原緑道に噴水彫刻「水の道・輪廻」（5ｍx8x100）を制作設置
- 2001年 宮崎空港ギャラリーにて絵画個展 「水と火(太陽)=心の原風景」

幼い時の水や火についての記憶や、青年時代に船の上で1年間過ごした太平洋、インド洋での貴重な経験は、私にとってまさに水の記憶であり、火(太陽)の記憶であり、私の心の原風景なのです-緒方良信- (個展リーフレットより抜粋)
- 2002年 芸術歩道のための彫刻作品「水輪」(cm500高)設置（ラポラーノ・テルメ　イタリア)
- 2003年 ビブロス国際彫刻シンポジウム「水　ビブロス」制作　(レバノン)
- 2004年 在ベニス・ルーマニア文化会館にて個展　（ベネチア  イタリア）

評論文 クラゥディオ・ジュメッリ　(イタリア　美術評論家)
- 2004年 サン・フランチェスコ聖堂において「サン・フランチェスコに捧ぐ」巡回展 「Sorella acqua」出展 （アッシジ イタリア）
- 2005～2006年 サンタ・マリア・ディ・コスタンティノポリ・アングリ新教会内のための彫刻を制作設置（説教台 祭壇 儀礼椅子 洗礼盤 聖水盤 燭台 聖体櫃）（サレルノ イタリア）
- 2007年 コーラル・スプリングス美術館「心原風景CS」制作設置（フロリダ   アメリカ）
- 2007年 ロザッツォ修道院にて個展 （マンザーノ・ウーディネ    イタリア）
- 2009年 ミラノ モービルフェアーのコスタ・クロチェーレ船会社の展示会場にてスワロフスキー クリスタルの滴2500個（スワロフスキー提供)とラ・ムリーナのガラス玉を使用してインスタレーション「心原風景」制作（イタリア）
- 2010年 世界遺産オルチャ渓谷 サン・クイーリコ・ドルチァ、カスティリオーネ・ドルチァ、ラディコーファニ、バーニョ・ビニョーニ（イタリア・シエナ）四つの町で同時個展開催
- 2011年 ペンツァ野外彫刻公園「太陽」設置（ロシア)
- 2011年 太魯閣国家公園ビジネスセンター前「昇陽」設置（台湾)
- 2011年 イスタンブール・ヴクチェクメゼ国際彫刻シンポジウムにてステンレススティール彫刻「流れ」制作（トルコ)
- 2012年 アデレード マクレス・フィールド公園 石彫刻「水の歌」制作設置（オーストラリア)
- 2012年 ベンキュー国際彫刻シンポジウム「流動」制作 中国医薬大学キャンパスに設置（台湾）
- 2012年「Kunst auf den Campus」ザールラント大学出版　1975年制作の「神話」紹介
- 2013年 ティミショアラ美術館 芸術の窓「起源」彫刻展示（ルーマニア)
- 2014年「ハッピーフライト」ベネチア トレビーゾ空港内に設置　長さ6m 3基 (イタリア）
- 2015年 ARCHITECT WORK KORTRIJK インスタレーション「心原風景」(コルトレイク ベルギー)
- 2015年 ギャラリー シモンチーニにて個展「起源-水滴」(ルクセンブルク)
- 2016年 緒方良信彫刻展 レーリチ城にて個展「輪廻」イタリア内閣総理大臣首相府後援 イタリア文化省後援（イタリア）
- 2017年 ブランクーシ財団国際彫刻シンポジウム「起源 水」制作（トゥルグ・ジウ  ルーマニア)
- 2017年 2015年制作の噴水彫刻「滴」 ベルパッソ市役所前広場に設置　(イタリア)
- 2018年 George Apostuセンター国際彫刻ワークショップ「起源」制作設置(バカウ  ルーマニア)
- 2018年 Rai2「Sereno Variabile」I marmi di Ogata 緒方良信アトリエ 国営テレビ放映　(イタリア)
- 2018年 第9回 石空間展「昇陽」「心源風景」「神話(絵画)」出展　日本橋 高島屋 美術画廊(東京) 流転し続ける万物、遠い過去から現代、未来へと限りなく滔々と流れ行く大河の様に、刻々と流動変化していく水の形態。滴の形に始まり、流れとなり、成長して洋々たる海のごとき形態となり、新しく生み出され生命の滴として輪廻のごとく続き、滴によって生じる水の輪、拡がっては消え、また新たに生まれる水の輪の動きに生きる者の営みの在り方を感じながら、時間と空間の流れの一瞬の記憶を刻み石塊のなかに固定させようと探求　(石空間展9 図録 緒方良信より抜粋)
- 2019年 第1回リヤド国際彫刻シンポジウム「水紋-R」制作　(サウジアラビア)
- 2020年 明治神宮 鎮座百年祭奉祝 奉納展 神宮の杜に集う彫刻家達「陽水」出展
- 2021年 イタリアヴァレーゼ市美術館 Sala Verattiにて個展「WATERFALL OF TIME」

## 所属団体
- ローマA.I.A.M. アカデミー会員（イタリア）
- カラーラTORREアカデミー会員（イタリア）
- フィレンツェFine Art Academy of Drawing会員（イタリア）

## 主な受賞
- 1974年 カラーラ国際絵画とグラフィックミーティングコンクール

グラフィック部門「神話」(3部作)一等賞　(イタリア)
- 1975年 現代美術ビエンナーレ”B.GOZZOLI”賞 (Benozzo Gozzoli)

ジョバンニ・ボッカチオ600周年記念　特別賞　(チェルタルド イタリア)
- 1975年 第5回 ブルネレスキ国際視覚芸術コンクール 彫刻部門 「神話(反流)」一等賞 （フィレンツェ  イタリア）
- 1977年 マリーノ国際彫刻コンクール「神話 I」特別賞(マリーノ　イタリア)
- 1979年 第1回カラーラ国際彫刻シンポジウム 「対話」一等賞 （カラーラ  イタリア）
- 1981年 第5回ダンテ国際小ブロンズ彫刻ビエンナーレ「天からの滴」金賞(ラベンナ  イタリア)
- 1987年 第3回国際彫刻シンポジウム 「水紋 87」一等賞 （ディーニュ・レ・バン プロバンス フランス)
- 1988年 第6回ファナーノ国際彫刻シンポジウム「滝」一等賞(イタリア)

エミリア・ロマーニャ州文化財に指定される
- 1990年 第2回ペリクレ・ファッツィーニ賞 (イタリア）
- 1991年 コスモス・コモン彫刻大賞「聖なる樹」(福岡飯塚 日本）
- 1992年 建築文化賞受賞 「人魚」（鹿児島）
- 1995年 第6回 エトゥルーリアルテ展 彫刻部門 「水の形」一等賞 （ヴェントゥリーナ　 イタリア）
- 1995年 都城市文化賞受賞 （日本）
- 1995年 第1回 花蓮国際彫刻シンポジウム 「蓮-太陽の痕跡」大賞 (台湾)
- 1997年 マーロット・タルシーハ国際彫刻シンポジウム 「水紋」一等賞（イスラエル）
- 1998年 花蓮ランドマークコンクール「太平洋の滴」大賞（台湾）
- 2000年 第27回 国際現代美術展 スルモーナ賞 彫刻部門 「痕跡-水と火」一等賞 （スルモーナ イタリア）
- 2007年 北京オリンピック彫刻選抜展 「五輪」優秀賞 （北京 中国）
- 2008年 アカデミア・デル・トーレ賞文化部門受賞 （カラーラ  イタリア）
- 2010年 リーメン・アルテ賞 一等賞（ヴィボ・ヴァレティア  イタリア）
- 2013年 ベネチア トレビゾ空港 美化彫刻コンペ大賞 「ハッピーフライト」(ベネチア　 イタリア）
- 2016年 第13回 アングリ文化賞「Premio Città di Angri」（アングリ  イタリア）

## 作品集
- 1977年 『YOSHIN OGATA』Jurgen K. Ecker著, Monika Beck画廊 （ドイツ）
- 1979年 『OGATA』Galeria Lleonart画廊 （スペイン）
- 1988年 『OGATA』Grafiche STEP (パルマ　イタリア）
- 1990年 『YOSHIN OGATA』PREMIO NAZIONALE PERICLE FAZZINI（ペリクレ・ファッツィーニ賞)Fabbri出版　　(ミラノ　イタリア）
- 1990年 『緒方良信作品集 1974~1989』ジャパンアートビジネス社 （日本）
- 1990年 『OGATA ITINERARI DI IMPRONTE（緒方良信 彫刻の歩み）1974-1990』BORA出版（ボローニャ　イタリア）
- 1993年 『OGATA』Industria Grafica Zappa（イタリア）
- 1994年 『OGAATA SCULTURE NELL'ANTICO ULIVETO（オリーブ古木の中の彫刻）』Giorgio Di Genova著, ビジュアルアート ATELIER出版　(イタリア）
- 1995年 『YOSHIN OGATA NEL SEGNO DELLA FLUIDITA（流動の形跡）』Floriano De Santi著, Antonio Amighini出版(イタリア）
- 1996年 『OGATA ACQUA SCOLPITA e LEVIGATA（削られ磨かれた水）』Lorenzo Bonini著, Mazzotta出版　(ミラノ　イタリア）
- 1996年 『緒方 e Ogata』Enrico Crispolti著, Grafiche Tormena出版
- 1999年 『OGATA』Massimo Bertozzi著, Mori出版　(イタリア）
- 2005年 『OGATA L'INCANTO DELLA FORMA（魅惑の形）』Claudio Giumelli著, Caleidoscopio出版（イタリア）
- 2007年 『OGATA GENESI D'ACQUA (水の起源）』Giorgio Segato監修, Fondazione Abbazia di Rosazzo（イタリア）
- 2009年 『OGATA CONQUISTA IL PARCO DEGLI ARTISTI（彫刻で飾られた芸術家公園）』 Metro Quadro出版　(イタリア）
- 2010年 『YOSHIN OGATA FORME NEL VERDE SULLA FRANCIGENA IN VAL D'ORCIA（自然の緑の中の形態）』 Don Chisciotte出版　(イタリア)
- 2016年　『OGATA』 Sanguinetti出版　(イタリア)

## 掲載図書
- 1974年 ‘X MOSTRA INTERNAZIONALE DI SCULTURA ALL'APERTO’ Fondazione Pagani (Italy)
- 1974年 ‘SYMPOSION STAHL STEIN WORT IN HOMBURG/SAAR’ Monika Beck出版 (Homburg/Saar Germany)
- 1977年 ‘ARTISTI STRANIERI OPERANTI IN ITALIA’ Cura di Stefano de Luca, X Quadriennale Nazionale d'Arte (Roma Italy)
- 1978年 ‘BIENNALE DI SCULTURA DI ARESE’ Progettazione grafica GIPICO, Sate S.p.A.-Zingonia (Bergamo Italy)
- 1979年 ‘SCOLPIRE ALL' APERTO’ 出版Bora s.n.c. (Bologna Italy)
- 1982年 ‘GRANDS et JEUNES D'AUJOURD' HUI’ Grand Palais Des Champs-Elysees (Paris France)
- 1984年 ‘BOLAFFI CATALOGO DELLA SCULTURA ITALIANA Numero 8’ Giorgio Mondadori ＆Associati (Milano Italy)
- 1985年 ‘HANDBUCH FUR DEN GRAPHIKKAUFER’ Jurgen K Ecker著, Monika Beck 出版(Honburg/Saar Germany)
- 1985年 ‘RICOGNIZIONE ANNI 1980-'85’ 監修Giorgio Di Genova, 出版Ass.Art Cult."La Salerniana"(Italy)
- 1985年 ‘L'ALTRA FACCIA DELLA LUNA’ 監修Arduino D'Amico e Benito Mundi (Italy)
- 1985年 ‘PERIMETRO (ARTI VISIVE)’ 監修Giovanni Cafarelli, Notiziario di arte contemporanea (Potenza Italy)
- 1986年 ‘CAMPO DEL SOLE’ Un'architettura di sculture a Tuoro, 監修Enrico Crispolti, 出版 Gabriele Mazzotta da Leva S.p.A (Italy)
- 1988年 『都城美術史』古垣隆雄著、都城市立美術館発行
- 1990年 『美術の窓4』銀座生活の友社発行
- 1991年 ‘ARTEA NATURA ESKULTURA MENDIA’ バスク山岳連盟発行(スペイン）
- 1992年 ‘FONDAZIONE UMBERTO SEVERI SCULTURA CONTEMPORANEA’ 監修Pier Giovanni Castagnoli, Franco Cosimo Panini (Modena Italy)
- 1994年 ‘SCULTURA CATALOGO DELLA SCULTURA ITALIANA Numero 10’ 出版Giorgio Mondadori (Milano Italy)
- 1995年 ‘ARTE IN, Anno VIII numero 40’ (Italy)
- 1995年 ‘REPERTORIO ILLUSTRATO DI ARTISTI LIGURI’ A cura di Germano Beringheli, De Ferrari 出版(Genova Italy)
- 1999年 ‘ARTE, Numero307’ 出版Giorgio Mondadori (Italy)
- 2000年 ‘EX VOTO PER IL MILLENNIO’ A cura di Nicola Micieli, Il Grandevetro-Jaca Book (Milano Italy)
- 2001年 ‘MAC 2001 STRANGERS IN ITALY’ Horizonts editore (Pavia Italy)
- 2003年 ‘54°PREMIO MICHETTI L'AMORE PER LA TERRA’ ITALIA-GIAPPONE, A cura di Duccio Trombadori, Fondazione Michetti Vallecchi spa (Firenze Italy)
- 2003年 ‘CONTEMPORANEAMENTE’ RETE ARTE CONTEMPORANEA VALDERA, 出版Bandecchi ＆ Vivaldi (Italy)
- 2004年 ‘IL MONUMENTO CONTEMPORANEO DAL BOZZETTO ALL'OPERA’ IL SEME DELLA SCULTURA, A cura di Claudio Giumelli, 出版Caleidoscopio (Massarosa/Lucca Italy)
- 2005年 ‘PERCORSI NELLA SCULTURA’ Suggestioni ricerche spunti dal contemporaneo, A cura di Federico Poletti, 出版Caleidoscopio (Italy)
- 2005年 ‘MUSEO D'ARTE DELLE GENERAZIONI ITALIANE DEL '900’ "G.BARGELLINI" CATALOGO DELLE COLLEZIONI PERMANENTI VOLUME 7, GENERAZIONE ANNI QUARANTA, BORA出版 (Bologna Italy)
- 2006年 ‘MUSEO D'ARTE DELLE GENERAZIONI ITALIANE DEL '900’ "G.BARGELLINI" CATALOGO DELLE COLLEZIONI PERMANENTI VOLUME 8, GENERAZIONE ANNI QUARANTA, 監修Giorgio Di Genova, BORA出版 (Bologna Italy)
- 2006年 ‘SCULTURA INTERNAZIONALE AD AGLIE’ A cura di Luciano Caramel, Mariogros出版 (Torino Italy)
- 2006年 ‘LA CONTEMPORANEITA' DELL'ARTE’ LA SCULTURA A CARRARA, A cura di Buruno Cora' Edito e distribuito da Logos (Italy)
- 2007年 ‘STORIA DELL'ARTE ITALIANA DEL'900’ GENERAZIONE ANNI QUARANTA TOMO PRIMO, Giorgio di Genova, 出版BORA s.n.c.(Bologna Italy)
- 2007年 『游の仕事 WORKS OF AKASAKA YU GALLERY』林隆宣著, 小学館スクウェア 発行
- 2008年 ‘IL VINO DELLA PACE’ Edizioni VINO DELLA PACE CORMONS (Gorizia Italy)
- 2009年 ‘STORIA DELL'ARTE ITALIANA DELL'900’ GENERAZIONE ANNI QUARANTA TOMO SECONDO, Giorgio di Genova, 出版BORA s.n.c.(Bologna)
- 2009年 ‘ARTE COLLEZIONISMO 2009’ PITTORI E SCULTURI DEL 900, 監修Francesco Chetta, Francesco Chetta 出版
- 2010年 ‘ARTE COLLEZIONISMO 2010’ PITTORI E SCULTURI DEL 900, A cura di Francesco Chetta, Francesco Chetta 出版
- 2010年 ‘ASTRATTO MONUMENTALE’ SCULTURA CONTEMPORANEA IN MARMO, A cura di Valentina Fogher, Fondazione ARKAD (Lucca Italy)
- 2010年 ‘ARTE A BORDO’ La Collesione in viaggio di COSTA CROCIERE, A cura di Martina Corgnati, Skira 出版 (Milano Italy)
- 2010年 ‘VERSILIA WINE ART ETICHETTE D'AUTORE’ A cura di Lodovico Gierut (Italy)
- 2012年 『図鑑 サルトーリ 近代と現代』アリアンナ サルトーリ 編集, アルキービオ サルトーリ出版（イタリア）
- 2013年 『ARTE COLLEZIONISMO」絵画と彫刻』美術年鑑, Francesco Chetta 出版 （イタリア）
- 2014年 『サルトーリ美術年鑑 2014「近代美術と現代美術」』アリアンナ・サルトーリ監修（イタリア）